# Rétság
Rétság ist eine ungarische Stadt und Sitz des gleichnamigen Kreises im Komitat Nógrád. Sie liegt im nördlichen Mittelgebirge zwischen Börzsöny und Cserhát.

## Geschichte
Die erste schriftliche Erwähnung erfolgte im Jahre 1393 als Réthi Saagh. Der Ort hatte schon vor der türkischen Besetzung eine Kirche. Während dieser Besetzung ging die Bevölkerungszahl stark zurück: 1579 zählte man noch 20 steuerpflichtige Häuser, 1633 waren es nur noch drei.
1726 wurden eine Kirche und eine Schule gebaut.
Pusztaszánt wurde 1299 erstmals schriftlich erwähnt und war im Jahre 1460 eine selbständige Gemeinde. Während der türkischen Besetzung war der Ort wüst. Anfang des 19. Jahrhunderts wurde hier ein klassizistisches Schloss gebaut. Die Einwohnerzahl schwankte um 200. Heute ist der Ort ein Teil der Stadt Rétság.
Die Stadt war Garnisonsstadt, 1997 wurde die Kaserne geschlossen.

## Verkehr

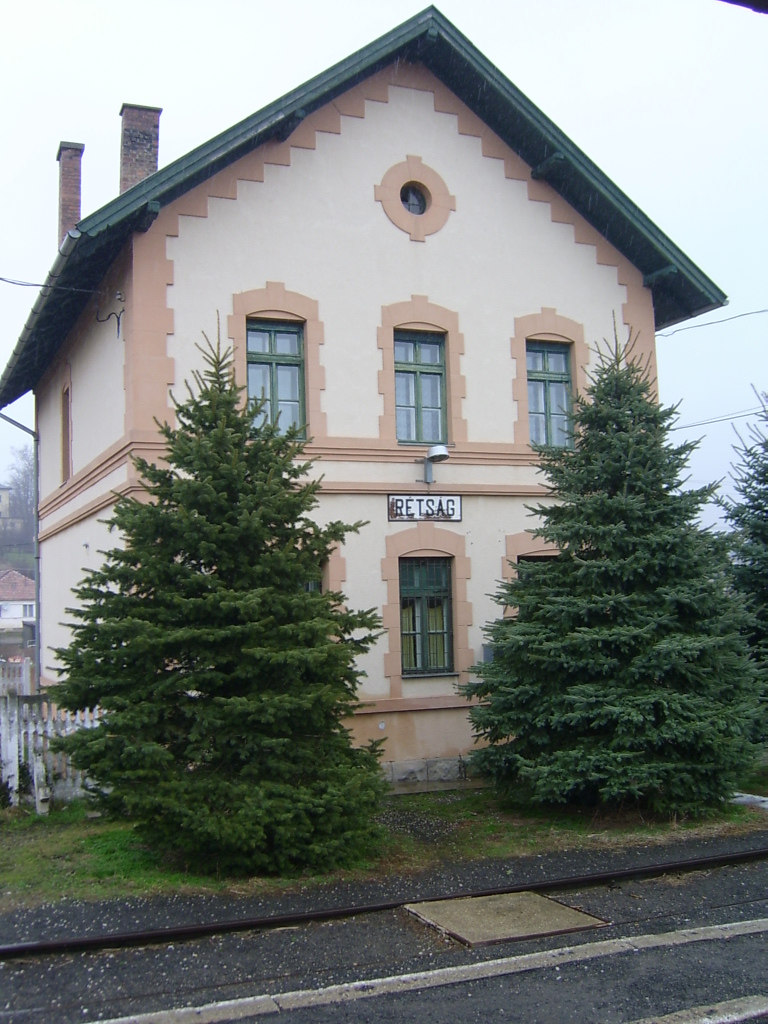
Das Bahnhofsgebäude

Der Eisenbahnverkehr wurde am 4. März 2007 eingestellt.
Die Landesstraße 2 führt durch die Stadt und hier beginnt die Landesstraße 22 in Richtung Salgótarján.

## Sehenswürdigkeiten
- Das Schloss
- Die römisch-katholische Kirche
- Das Heimatmuseum
- einige Denkmäler

## Galerie

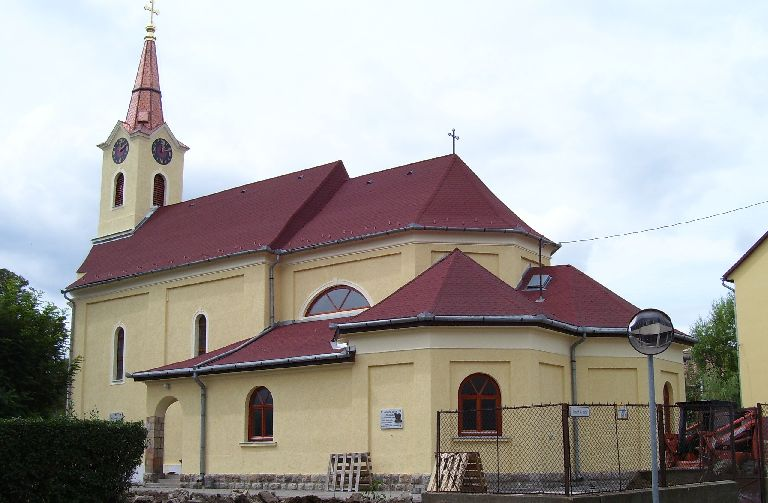
Die Kirche
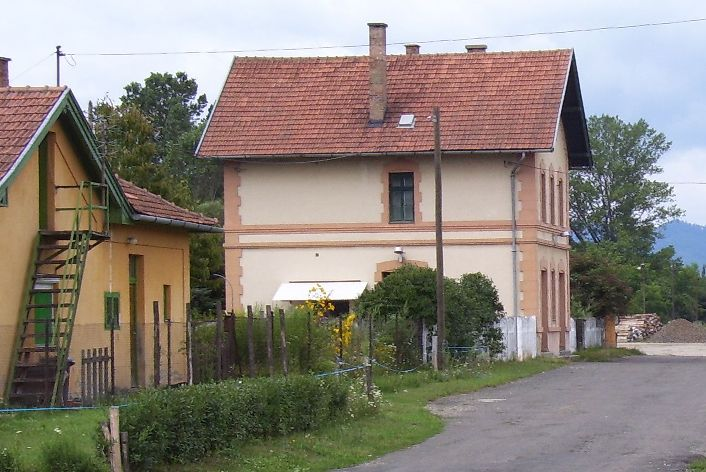
Der Bahnhof
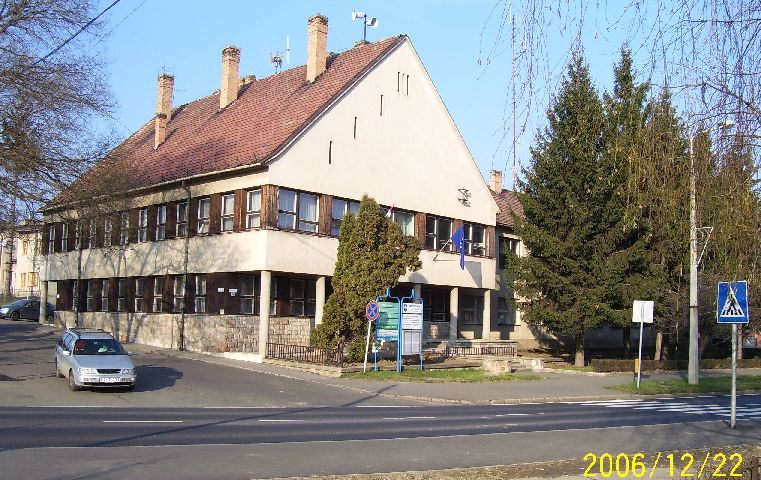
Das Rathaus
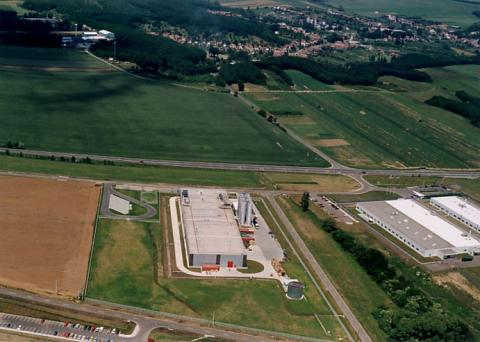
Das Industriegebiet
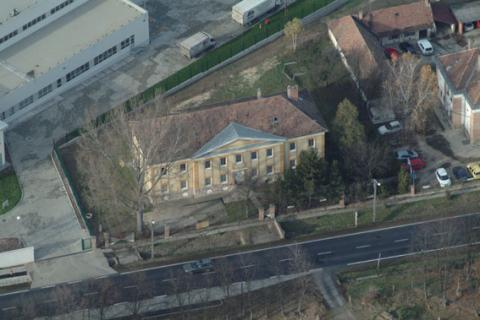
Die ehemalige Kaserne
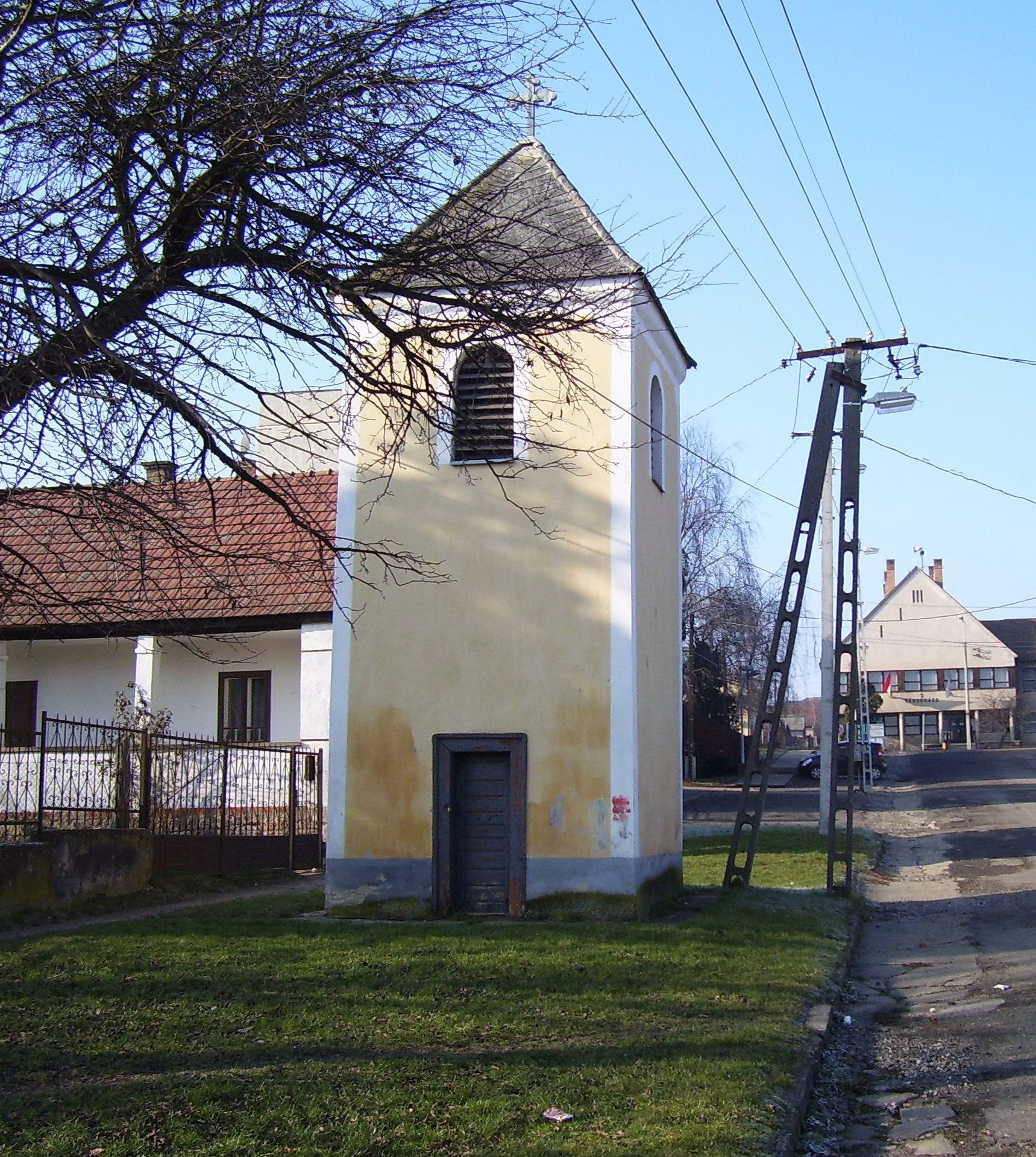
Der Glockenturm der evangelischen Kirche
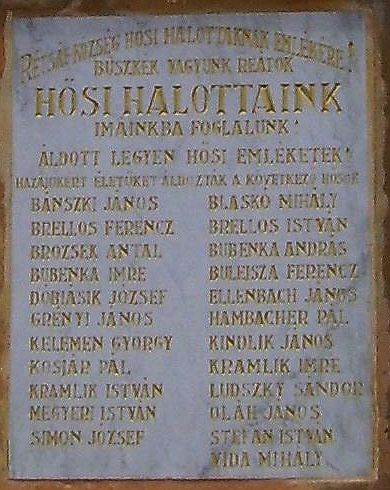
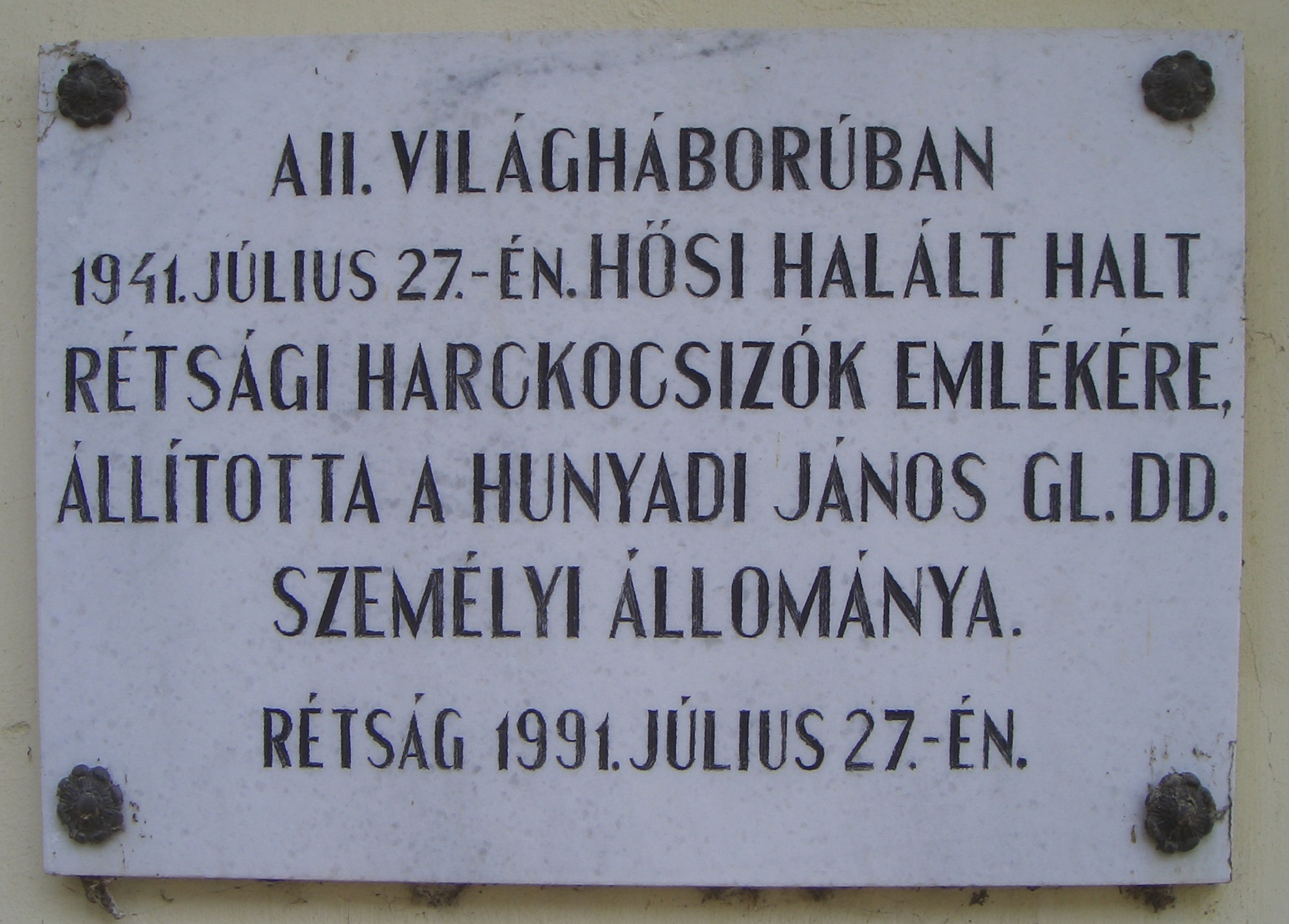
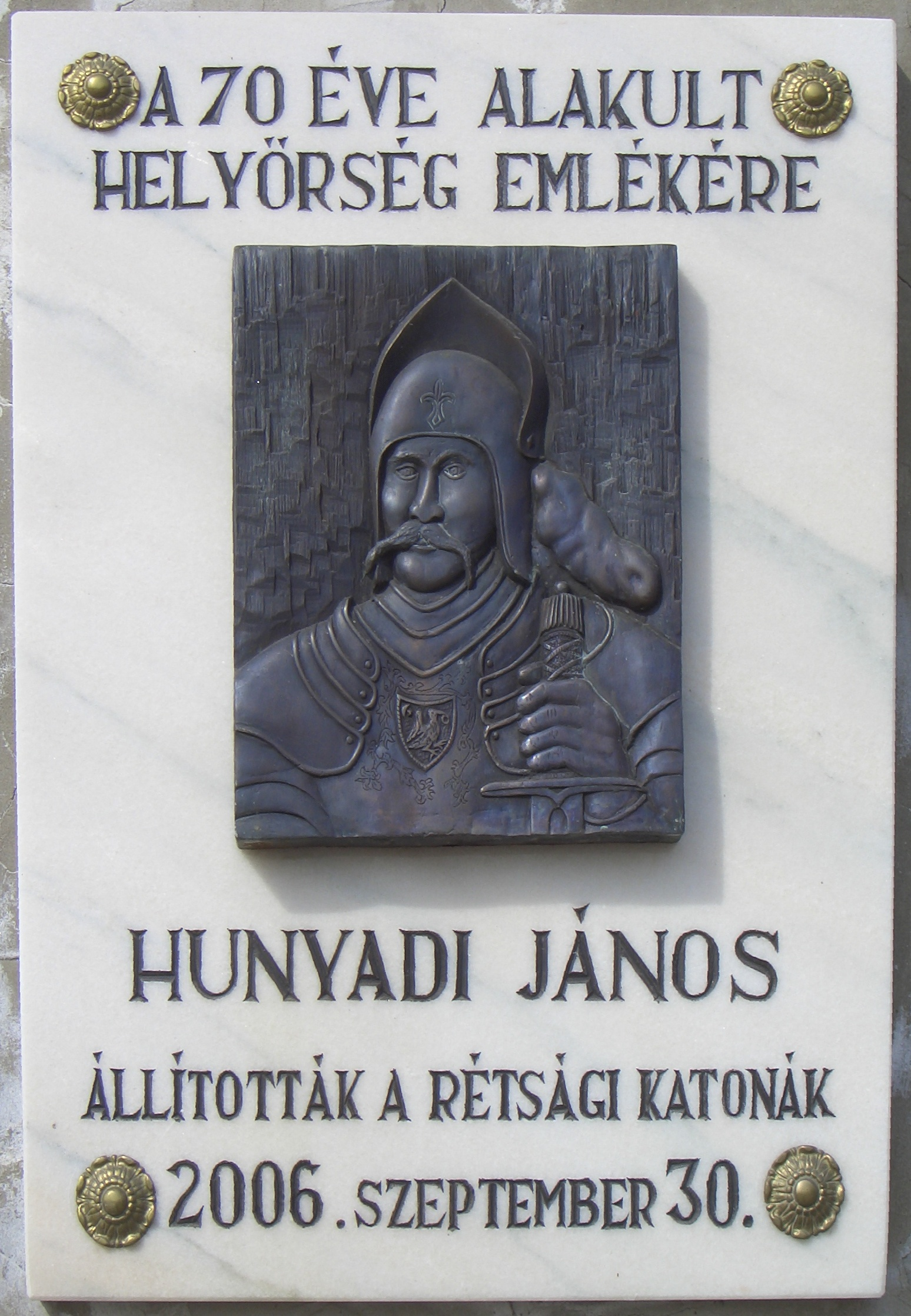
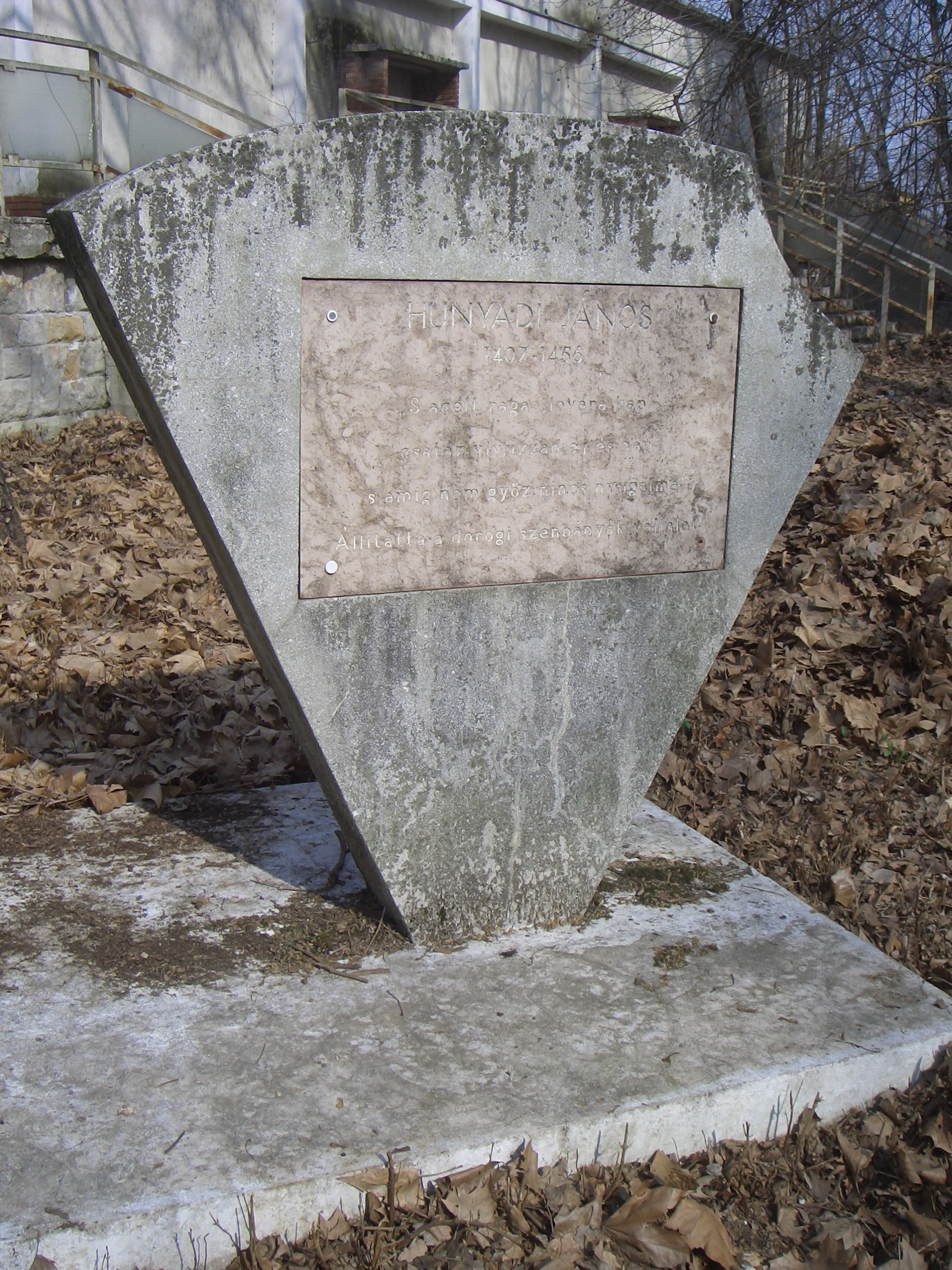